# وریجا
وریجا (به لاتین: Verija) یک منطقهٔ مسکونی در بوسنی و هرزگوین است که در Dubica, Bosnia and Herzegovina واقع شده‌است.